# Яші
Яші (рум. Iași) — село у повіті Брашов в Румунії. Входить до складу комуни Реча.
Село розташоване на відстані 173 км на північний захід від Бухареста, 54 км на захід від Брашова.

## Населення
За даними перепису населення 2002 року у селі проживали 302 особи, усі — румуни. Усі жителі села рідною мовою назвали румунську.